# Косовский, Глеб Юрьевич
Глеб Юрьевич Косовский (род. 18 декабря 1974, Белгород, РСФСР) — российский учёный, доктор биологических наук, профессор РАН, член-корреспондент РАЕН, Директор ФГБНУ НИИПЗК им. В. А. Афанасьева. Член-корреспондент РАН с 2022 года.
Разработал комплексный подход к выделению животных с желательным фенотипом с использованием методов геномного сканирования, к усовершенствованию методов применения клеточных технологий для репродукции крупного рогатого скота.

## Биография
Родился в г. Белгороде в 1974 году. Окончил школу в 1991 г. Окончил Университет Дружбы народов по специальности «Лечебное дело» в 1999 г. Защитил кандидатскую диссертацию по теме «Влияние комбинированной иммунокорригирующей терапии на динамику клинико-иммунологических показателей у больных пневмонией» в 2003 году. В 2014 году защитил докторскую диссертацию по теме «Клеточные и геномные технологии в повышении эффективности животноводства». В 2015 году Косовскому Г. Ю. присвоено учёное звание профессор РАН.
Под руководством Косовского Г. Ю. создан Центр экспериментальной эмбриологии и репродуктивных биотехнологий (ФГБНУ ЦЭЭРБ). С 2017 года руководитель ФГБНУ НИИПЗК им. Афанасьева.

## Научный вклад
Предложил новую концепцию создания новых форм животных со стадии формирования генетического аппарата, заканчивая трансплантацией эмбриона и сопровождением беременности.
Обосновал необходимость и возможность выделения наиболее консервативных участков провирусной ДНК ретровирусов с учётом предрасположенности к формированию неканонических структур ДНК-маркеров геномной нестабильности, в нуклеотидных последовательностях провирусной ДНК ретровируса.
Оценил возможность применения различных методов вызова индукции супервовуляции у крупного рогатого скота.
Разработал методы выделения и пассирования клеток, выделенных из костного мозга и жировой ткани.
Большое внимание в своих исследованиях Косовский Г.Ю, уделил вирусу лейкоза крупного рогатого скота (ВЛКРС).

## Основные результаты научной деятельности
Является Директором ФГБНУ ЦЭЭРБ
Основные направления исследований:
- 1. Молекулярные биотехнологии;
- 2. Клеточные биотехнологии;
- 3. Эмбриология;
- 4. Трансплантология.

Является автором трех монографий:
- «Клеточные и геномные технологии в повышении эффективности животноводства», М.2014, изд. «Новые печатные технологии»[14]
- «Введение в геномную селекцию» М.2012, изд. «Приятная компания» в соавторстве с Глазко В. И., Глазко Т. Т.[15]
- «Stable adaptive strategy of homo sapiens annd evolutionary risk of high tech», М.2015 изд. «Новые печатные технологии», в соавторстве с Чешко В. Т., Глазко В. И., Передяденко А.[16]

## Награды
- медаль Всероссийского выставочного центра «Лауреат ВВЦ»
- общественная медаль «За развитие биологической науки и промышленности»
- общественная медаль «За достижения в области ветеринарной науки»
- памятная общественная медаль «За заслуги в области ветеринарии»
- Медаль ордена «За заслуги перед Отечеством» II степени (27 июня 2023 года)[17].